# Günther Nemec

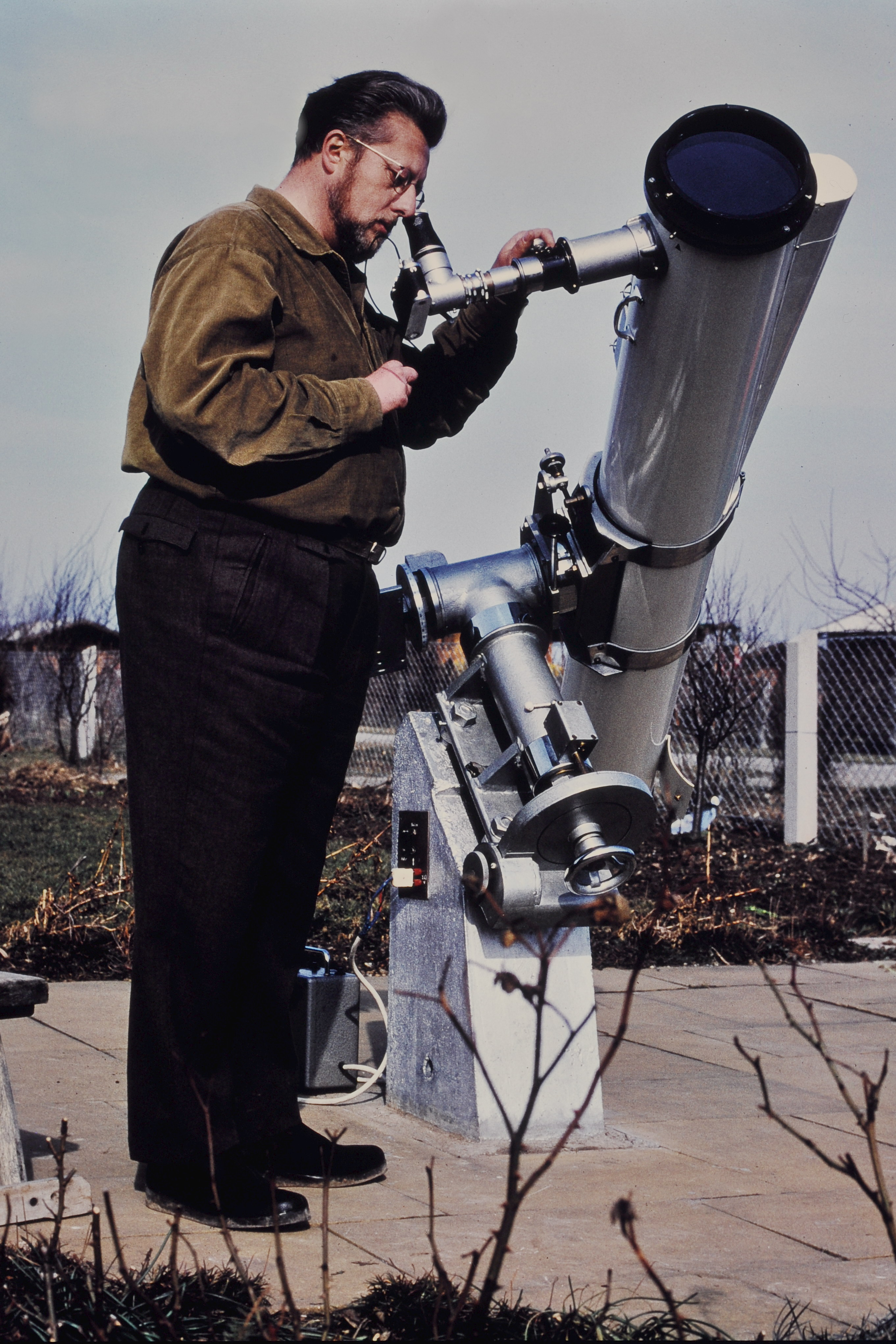
Günther Nemec 1967 an seinem 200-mm-Faltrefraktor während der Sonnenfotografie

Günther Nemec (* 1921; † 2010) war ein deutscher Teleskopkonstrukteur und Fotograf. Der Münchner wird zu den Pionieren der Planetenfotografie gezählt.
Nemec war gehörlos und widmete sich der Astronomie. Von 1962 bis 1972 machte er Aufnahmen mit seinen 120 mm und 200 mm Faltrefraktoren von Sonne, Mond und Planeten. Er fotografierte auch mit einem selbst konstruierten und gebauten Protuberanzenfernrohr.
Später machte Nemec mit Grusel- und Raumfahrt-Amateurfilmen auf sich aufmerksam und trat mit seinen Filmtechniken auch im Fernsehen auf.

## Veröffentlichungen
- Günther Nemec: Mondfotografie. Sterne und Weltraum, Jahrgang 6, Nr. 7, Juli 1967
- Günther Nemec: Das Protuberanzenfernrohr als Hochleistungsinstrument. Sterne und Weltraum, Jahrgang 10, Nr. 6, Juni 1971
- Fortsetzungen dieses Artikels in einigen nachfolgenden Heften